# Denim

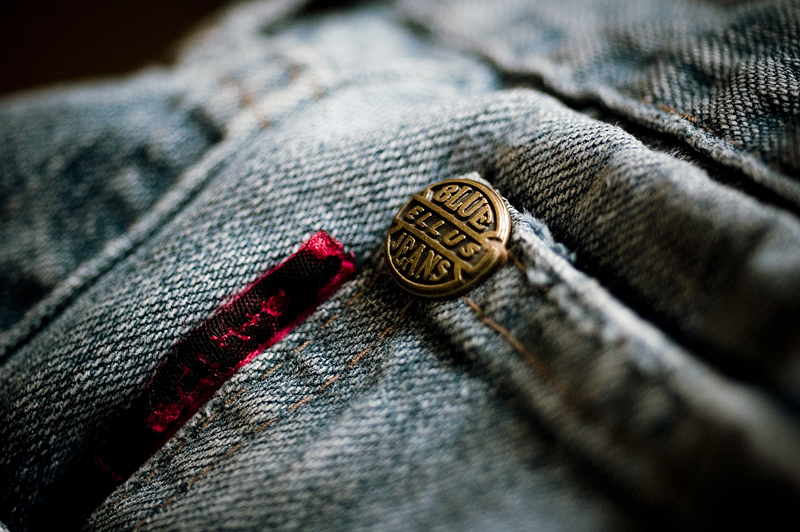
Jeans fets de denim, amb un rebló de coure per reforçar la butxaca.

El denim, o teixit texà, és un teixit de cotó espès i fort, amb lligament de sarja, que s'utilitza, especialment, en la confecció de roba de treball, pantalons texans, certes peces d'uniforme, etc.
El nom habitual en català ha estat sempre teixit texà, però denim s'ha imposat recentment per calc de l'anglès, via comercial.

## Origen
Encara que no hi ha unanimitat sobre l'origen, diversos estudis assenyalen que sorgí a Europa, a l'edat mitjana. Però aquests antecedents es difuminen fins que al segle xvii es troba a la ciutat occitana de Nimes un centre industrial tèxtil basat en el cotó, que en francès donà nom al denim, corrupció de [sarge] de Nîmes ('[sarja] de Nimes').
 El nom denim passà a l'anglès en el marc de l'elaboració dels texans, i sembla que és mitjançant l'anglès que aquesta denominació ha anat implantant-se en altres llengües.
El denim començà a fer-se popular per la seva resistència, ja que era emprat al principi per a la confecció de veles de vaixell, tendes de campanya, tendals i lones.

## Peces de vestir
El 1853 Levi Strauss, comerciant de San Francisco va pensar a utilitzar les lones que s'utilitzaven en la fabricació de tendes de campanya per a fer roba de treball per als miners, una roba que resistís la vida a la intempèrie i el pes del mineral trobat a les butxaques. Aquests pantalons van ser rematats amb reforços de coure, eren tots del color marró usat per fer les tendes i sense butxaques posteriors.
Poc després els genovesos es van encarregar de tenyir la tela amb un altre pigment blau, menys car i més abundant, l'indi extractat d'una lleguminosa colorant procedent de Java i de l'Índia que finalment fou patentat el 1873 per Strauss amb el seu nom. El 1880 el químic Adolf von Baeyer obtingué un colorant blau des de l'àcid antranílic, i els pigments d'origen biològic foren abandonats.

## Procés
És una tela de cotó sarjat de trama blanca i ordit tenyit de blau indi. Per fer-ho, després que les màquines filadores converteixen el cotó en fils, alguns d'aquests són tenyits amb una coloració blavosa i després encolats per donar-li major resistència. S'utilitza un ordidor de bales, per creuar-lo després al teler, per raig d'aire o llançadora, amb altres blancs que seran la trama. La trama pot ser barrejada amb fibres elastomèriques per formar teixits elàstics. Se li apliquen diferents tractaments fins a obtenir el denim en un procés que dura vint dies.
La popularitat dels texans arribà fins al punt que a la dècada de 1970 el denim blau començà a usar-se en peces d'alta costura. Això fou possible gràcies a la utilització d'enzims com a catalitzadors en el procés de fabricació, la qual cosa ha dotat el teixit d'una flexibilitat que no tenia originalment, i que en permet l'ús en tota mena de peces de roba i accessoris, fins i tot biquinis.